# Temporada 1955-1956 del FC Barcelona
Les dades més destacades de la temporada 1955-1956 del Futbol Club Barcelona són les següents:

## 1955

### Desembre
- 25 desembre - El Barça debuta a la I Copa de Fires amb una contundent victòria enfront de la selecció de Copenhaguen (6-2). Areta (2), Tejada (2), Villaverde i Kubala són els golejadors. El camp de Les Corts s'omple amb 35.000 espectadors en aquest partit matinal de la diada de Nadal. El Barça juga amb samarreta blanca, pantaló negre i l'escut de la ciutat al pit.

### Setembre
- 6 setembre - Obertura de la temporada al camp de les Corts amb un partit internacional amistós nocturn amb l'Austria Viena, que serveix per tributar un homenatge a l'exjugador Josep Puig Curta. Victòria blaugrana (2-1) amb gols de Suárez i Areta.

## Plantilla
Fonts:
|     |                           |      | Total | Total | Campionat de Lliga | Campionat de Lliga | Copa del Generalíssim | Copa del Generalíssim | Copa de Fires | Copa de Fires |
| P   | Jugador                   | País | PT    | Gols  | PT                 | Gols               | PT                    | Gols                  | PT            | Gols          |
| --- | ------------------------- | ---- | ----- | ----- | ------------------ | ------------------ | --------------------- | --------------------- | ------------- | ------------- |
| POR | Antoni Ramallets          |      | 35    | -36   | 29                 | -24                | 4                     | -9                    | 2             | -3            |
| POR | Francisco Javier Goicolea |      | 1     | -2    | 1                  | -2                 |                       |                       |               |               |
| DEF | Sígfrid Gràcia            |      | 32    |       | 26                 |                    | 4                     |                       | 2             |               |
| DEF | Josep Seguer              |      | 32    |       | 27                 |                    | 3                     |                       | 2             |               |
| DEF | Gustau Biosca             |      | 30    | 2     | 24                 | 2                  | 4                     |                       | 2             |               |
| DEF | Joaquim Brugué            |      | 8     | 1     | 7                  | 1                  |                       |                       | 1             |               |
| DEF | Jiri Hanke                |      | 4     |       | 4                  |                    |                       |                       |               |               |
| DEF | Lluís Castañer            |      | 1     |       | 1                  |                    |                       |                       |               |               |
| MIG | Joan Segarra              |      | 36    | 4     | 30                 | 4                  | 4                     |                       | 2             |               |
| MIG | Andreu Bosch              |      | 35    | 3     | 29                 | 2                  | 4                     | 1                     | 2             |               |
| MIG | Isidre Flotats            |      | 7     |       | 7                  |                    |                       |                       |               |               |
| MIG | Marià Gonzalvo            |      | 3     |       |                    |                    | 2                     |                       | 1             |               |
| MIG | Alfons Navarro            |      | 1     |       | 1                  |                    |                       |                       |               |               |
| DAV | Ramón Alberto Villaverde  |      | 35    | 17    | 29                 | 13                 | 4                     | 2                     | 2             | 2             |
| DAV | Eduard Manchon            |      | 29    | 9     | 24                 | 8                  | 3                     | 1                     | 2             |               |
| DAV | Laszlo Kubala             |      | 28    | 16    | 25                 | 14                 | 2                     | 1                     | 1             | 1             |
| DAV | Luis Suárez               |      | 19    | 6     | 17                 | 6                  | 2                     |                       |               |               |
| DAV | Just Tejada               |      | 17    | 12    | 13                 | 8                  | 3                     | 2                     | 1             | 2             |
| DAV | Armando Fernández "Mandi" |      | 16    | 1     | 16                 | 1                  |                       |                       |               |               |
| DAV | Esteban Areta             |      | 14    | 6     | 12                 | 4                  |                       |                       | 2             | 2             |
| DAV | Francesc Sampedro         |      | 12    | 5     | 8                  | 4                  | 4                     | 1                     |               |               |
| DAV | Estanislau Basora         |      | 2     |       |                    |                    | 1                     |                       | 1             |               |
| DAV | Tomás Hernández Moreno    |      | 0     |       |                    |                    |                       |                       |               |               |
| DAV | Dagoberto Moll            |      | 0     |       |                    |                    |                       |                       |               |               |

## Classificació
| Competició            | Pos. | P  | PG | PE | PP | GF | GC | Campió                  |
| --------------------- | ---- | -- | -- | -- | -- | -- | -- | ----------------------- |
| Campionat de Lliga    | 2n   | 30 | 22 | 3  | 5  | 67 | 26 | Club Atlético de Bilbao |
| Copa del Generalíssim | QF   | 4  | 1  | 2  | 1  | 8  | 9  | Club Atlético de Bilbao |
| Copa de Fires         |      | 2  | 1  | 1  | 0  | 7  | 3  |                         |

- Copa Duward: Campió.

## Partits
| AMISTÓS                                            |
| -------------------------------------------------- |
| 20-08-55 GRÀCIA-BARCELONA 2-3                      |
| 21-08-55 MOLLET-BARCELONA 3-2                      |
| 25-08-55 SANS-BARCELONA 0-1                        |
| 28-08-55 MURCIA-BARCELONA 5-3                      |
| 28-08-55 EL PRAT-BARCELONA 4-5                     |
| 30-08-55 HORTA-BARCELONA 5-2                       |
| 02-09-55 CADIZ-BARCELONA 0-4                       |
| 06-09-55 BARCELONA - AUSTRIA VIENA 2-1             |
| 13-10-55 CALDES DE MONTBUI-BARCELONA 1-8           |
| 01-11-55 SANT ANDREU-BARCELONA 4-2                 |
| 24-11-55 SOCIETAT ESPORTIVA MAÓ-BARCELONA 1-2      |
| 27-11-55 BARCELONA - A.I.K. ESTOCOLM 2-5           |
| 30-11-55 SANT ANDREU -BARCELONA 1-6                |
| 08-12-55 SABADELL-BARCELONA 4-1                    |
| 11-12-55 TERRASSA-BARCELONA 0-1                    |
| 26-12-55 MATARÓ-BARCELONA 3-6                      |
| 26-01-56 EUROPA-BARCELONA 0-1                      |
| 19-04-56 ATLETICA PORTUGUESA DE RIO- BARCELONA 0-0 |
| 29-04-56 SABADELL-BARCELONA 3-3                    |
| 10-05-56 MANRESA-BARCELONA 2-2                     |
| 10-05-56 GRAMANET-BARCELONA 2-5                    |
| 13-05-56 GRANOLLERS-BARCELONA 4-0                  |
| 21-05-56 PUIGREIG-BARCELONA 2-5                    |
| 31-05-56 BARCELONA - HANNOVER 9-3                  |
| 02-06-56 BARCELONA - GLASGOW RANGERS 3-0           |
| 17-06-56 BARCELONA - FSV FRANKFURT 8-1             |
| 23-06-56 BARCELONA - BOTAFOGO 0-2                  |
| 29-06-56 VIC-BARCELONA 4-3                         |
| 30-06-56 BARCELONA-SELECCIÓ CATALANA 6-5           |
| 03-07-56 BARCELONA - SAO CRISTOBAO 7-1             |

| Campionat de Lliga |

| 11 setembre 1955 | Reial Societat | 1 - 2 | CF Barcelona                  | Sant Sebastià                                              |  |
| Jornada 1        | Igoa 74'       |       | Segarra 18' · Luis Suárez 75' | Estadi d'Atotxa · Ortiz de Mendibil Monasterio (Biscaia) · |  |

| 18 setembre 1955 | CF Barcelona      | 2 - 2 | Club Atlético de Madrid | Barcelona                                  |  |
| Jornada 2        | Villaverde 7' 81' |       | Collar 82' · Molina 87' | Camp de les Corts · Arqué Martín (Aragó) · |  |

| 23 setembre 1955 | Real Murcia CF | 0 - 1 | CF Barcelona   | Múrcia                                             |  |
| Jornada 3        |                |       | Villaverde 83' | Estadio de la Condomina · Asensi Martín (Centre) · |  |

| 2 octubre 1955 | CF Barcelona                                          | 4 - 1 | RC Deportivo de la Coruña | Barcelona                                 |  |
| Jornada 4      | Segarra 2' · Manchón 8' · Villaverde 40' · Tejada 87' |       | Lechuga 17'               | Camp de les Corts · Blanco Pérez (Oest) · |  |

| 9 octubre 1955 | Hèrcules CF                 | 2 - 3 | CF Barcelona                                  | Alacant                                   |  |
| Jornada 5      | Pitarch 81' · Rodríguez 86' |       | Luis Suárez 17' · Villaverde 56' · Tejada 62' | Camp de la Vinya · Arqué Martín (Aragó) · |  |

| 16 octubre 1955 | CF Barcelona                                  | 4 - 0 | UD Las Palmas | Barcelona                                    |  |
| Jornada 6       | Kubala 37' · Tejada 60' 86' · Luis Suárez 63' |       |               | Camp de les Corts · Marrón Martín (Centre) · |  |

| 23 octubre 1955 | CF Barcelona                           | 3 - 1 | CD Alavés     | Barcelona                                          |  |
| Jornada 7       | Kubala 41' · Segarra 73' · Manchón 89' |       | Echeandía 75' | Camp de les Corts · Fombona Fernández (Asturias) · |  |

| 30 octubre 1955 | Real Valladolid CD | 1 - 0 | CF Barcelona | Valladolid                                               |  |
| Jornada 8       | Domingo 28'        |       |              | Estadio Municipal de Zorrilla · Novella Barco (Centre) · |  |

| 6 novembre 1955 | CF Barcelona                 | 3 - 1 | Sevilla CF  | Barcelona                                        |  |
| Jornada 9       | Manchón 17' 57' · Kubala 82' |       | Pepillo 54' | Camp de les Corts · Zaquiriegui Izco (Navarra) · |  |

| 13 novembre 1955 | Reial Madrid CF          | 2 - 1 | CF Barcelona | Madrid                                                |  |
| Jornada 10       | Rial 35' · Marquitos 89' |       | Areta II 77' | Estadio de Chamartín · Fombona Fernández (Asturias) · |  |

| 20 novembre 1955 | CF Barcelona                                   | 4 - 2 | València CF                  | Barcelona                                    |  |
| Jornada 11       | Kubala 49' 57' · Villaverde 60' · Areta II 86' |       | Pasieguito 69' · Fuertes 81' | Camp de les Corts · Novella Barco (Centre) · |  |

| 4 desembre 1955 | RC Celta de Vigo | 0 - 0 | CF Barcelona | Vigo                                          |  |
| Jornada 12      |                  |       |              | Estadi de Balaídos · Marrón Martín (Centre) · |  |

| 18 desembre 1955 | CF Barcelona | 1 - 2 | Club Atlético de Bilbao  | Barcelona                                        |  |
| Jornada 13       | Tejada 15'   |       | Marcaida 68' · Uribe 75' | Camp de les Corts · Rivero Lecuona (Guipúscoa) · |  |

| 1 gener 1956 | RCD Espanyol | 0 - 3 | CF Barcelona                         | Barcelona                                |  |
| Jornada 14   |              |       | Kubala 50' · Brugué 60' · Tejada 71' | Estadi de Sarrià · Blanco Pérez (Oest) · |  |

| 8 gener 1956 | CF Barcelona                                              | 4 - 0 | Cultural y Deportiva Leonesa | Barcelona                                    |  |
| Jornada 15   | Areta II 33' · Luis Suárez 51' · Tejada 59' · Manchón 70' |       |                              | Camp de les Corts · Asensi Martín (Centre) · |  |

| 15 gener 1956 | CF Barcelona           | 2 - 0 | Reial Societat | Barcelona                                       |  |
| Jornada 16    | Bosch 43' · Biosca 65' |       |                | Camp de les Corts · Guerra Prieto (Andalusia) · |  |

| 22 gener 1956 | Club Atlético de Madrid | 0 - 2 | CF Barcelona             | Madrid                                        |  |
| Jornada 17    |                         |       | Tejada 8' · Areta II 55' | Estadio Metropolitano · Blanco Pérez (Oest) · |  |

| 29 gener 1956 | CF Barcelona | 1 - 0 | Real Murcia CF | Barcelona                                  |  |
| Jornada 18    | Manchón 59'  |       |                | Camp de les Corts · Arqué Martín (Aragó) · |  |

| 5 febrer 1956 | RC Deportivo de la Coruña | 0 - 7 | CF Barcelona                                                         | La Corunya                                               |  |
| Jornada 19    |                           |       | Manchón 25' 60' · Sampedro 44' 48' · Villaverde 59' · Kubala 75' 88' | Estadi Municipal de Riazor · Guerra Prieto (Andalusia) · |  |

| 12 febrer 1956 | CF Barcelona                                               | 6 - 4 | Hèrcules CF                            | Barcelona                                          |  |
| Jornada 20     | Biosca 16' · Kubala 20' 26' 37' · Bosch 38' · Sampedro 70' |       | Xirau 9' · Merkele 44' 58' · Belló 54' | Camp de les Corts · García Fernández (Cantàbria) · |  |

| 19 febrer 1956 | UD Las Palmas | 0 - 1 | CF Barcelona | Las Palmas de Gran Canaria                     |  |
| Jornada 21     |               |       | Sampedro 60' | Estadio Insular · Rivero Lecuona (Guipúscoa) · |  |

| 28 febrer 1956 | CD Alavés    | 1 - 3 | CF Barcelona                   | Vitòria                                           |  |
| Jornada 22     | Echandía 32' |       | Mandi 21' · Villaverde 35' 80' | Estadi de Mendizorroza · Asensi Martín (Centre) · |  |

| 4 març 1956 | CF Barcelona             | 2 - 0 | Real Valladolid CD | Barcelona                                       |  |
| Jornada 23  | Segarra 12' · Kubala 72' |       |                    | Camp de les Corts · Guerra Prieto (Andalusia) · |  |

| 11 març 1956 | Sevilla CF | 0 - 0 | CF Barcelona | Sevilla                                       |  |
| Jornada 24   |            |       |              | Estadio de Nervión · Novella Barco (Centre) · |  |

| 18 març 1956 | CF Barcelona       | 2 - 0 | Reial Madrid CF | Barcelona                               |  |
| Jornada 25   | Villaverde 18' 29' |       |                 | Camp de les Corts · Mosquera Maceiras · |  |

| 25 març 1956 | València CF                        | 4 - 2 | CF Barcelona               | València                                    |  |
| Jornada 26   | Vila 2' 32' · Seguí 43' · Mañó 82' |       | Bosch 48' · Villaverde 72' | Estadi de Mestalla · Arqué Martín (Aragó) · |  |

| 1 abril 1956 | CF Barcelona   | 2 - 1 | RC Celta de Vigo | Barcelona                                    |  |
| Jornada 27   | Kubala 71' 89' |       | Mauro 31'        | Camp de les Corts · Novella Barco (Centre) · |  |

| 8 abril 1956 | Club Atlético de Bilbao | 1 - 0 | CF Barcelona | Bilbao                                       |  |
| Jornada 28   | Maguregui 57'           |       |              | Estadi de San Mamés · Arqué Martín (Aragó) · |  |

| 15 abril 1956 | CF Barcelona   | 1 - 0 | RCD Espanyol | Barcelona                                    |  |
| Jornada 29    | Villaverde 14' |       |              | Camp de les Corts · Asensi Martín (Centre) · |  |

| 22 abril 1956 | Cultural y Deportiva Leonesa | 0 - 1 | CF Barcelona    | Lleó                                                     |  |
| Jornada 30    |                              |       | Luis Suárez 46' | Estadio de la Puertecilla · Zariquiegui Izco (Navarra) · |  |

| Copa de Fires |

| 25 desembre 1955 | CF Barcelona                                                   | 6 - 2 | Stævnet          | Barcelona                                            |  |
| Jornada 1        | Areta II 8' 10' · Tejada 20' 80' · Villaverde 40' · Kubala 59' |       | Lundberg 65' 75' | Camp de les Corts · 35.000 espectadors · Marchetti · |  |

| 26 abril 1956 | Stævnet      | 1 - 1 | CF Barcelona   | Copenhague                 |  |
| Jornada 2     | Lundberg 61' |       | Villaverde 85' | Idrætsparken · Andersson · |  |

| Copa del Generalíssim |

| 6 maig 1956              | Hèrcules CF | 1 - 2 | CF Barcelona               | Alacant                                         |  |
| Vuitens de final - anada | Rodri 51'   |       | Villaverde 19' · Bosch 45' | Camp de la Vinya · Zariquiegui Izco (Navarra) · |  |

| 13 maig 1956               | CF Barcelona | 1 - 1 | Hèrcules CF | Barcelona           |  |
| Vuitens de final - tornada | Sampedro 28' |       | Xirau 8'    | Camp de les Corts · |  |

| 20 maig 1956            | RCD Espanyol                            | 3 - 1 | CF Barcelona   | Barcelona          |  |
| Quarts de final - anada | Benavídez 21' · Argilés 31' · Arcas 88' |       | Villaverde 48' | Estadi de Sarrià · |  |

| 27 maig 1956              | CF Barcelona                             | 4 - 4 | RCD Espanyol          | Barcelona           |  |
| Quarts de final - tornada | Kubala 3' · Tejada 52' 81' · Manchón 54' |       | Arcas 20' 22' 44' 53' | Camp de les Corts · |  |